# ستارغيت ورلدز
ستارغيت ورلدز هي لعبة فيديو مستندة على سلسلة الخيال العلمي ستارغيت.